# Jánovce (Poprad)
Jánovce (hieß 1927–1973 slowakisch „Janovce“; deutsch Johann(e)sdorf, ungarisch Szepesjánosfalva – bis 1892 Jánóc) ist eine Gemeinde in der Ostslowakei bei Poprad in der historischen Landschaft Zips. Die Gemeinde liegt am südwestlichen Rand der Levočské vrchy (Leutschauer Berge).
Sie besteht aus dem Hauptort Jánovce (Johann(e)sdorf, erster Nachweis 1312) sowie dem 1964 eingemeindeten Ort Machalovce (Machelsdorf, erster Nachweis 1260, Funde bereits aus dem Neolithikum). In den Ort Machalovce wurde wiederum nach 1913 die Gemeinde Čenčice (Zunkensdorf, erster Nachweis 1209) eingemeindet.
Die Gemeinde war im Mittelalter Bestandteil des besonderen Komitats der „Zehn Zipser Lanzenträger“, später direkter Bestandteil der Zips. Im 19. Jahrhundert gab es viele Auswanderer aus der Gemeinde. 
Im Dorf steht eine römisch-katholische Kirche im Barockstil aus dem 13. Jahrhundert.

## Bevölkerung
| Jahr                | 1994 | 2004     | 2014     | 2024     |
| ------------------- | ---- | -------- | -------- | -------- |
| Anzahl der Personen | 996  | 1176     | 1593     | 1773     |
| Unterschied         |      | +18,07 % | +35,45 % | +11,29 % |

| Jahr                | 2023 | 2024    |
| ------------------- | ---- | ------- |
| Anzahl der Personen | 1738 | 1773    |
| Unterschied         |      | +2,01 % |

## Söhne und Töchter der Gemeinde
- Romuald Hadbavný (1714–1780), slowakischer Bibelübersetzer